# Charlotte Riegels Hjorth
Charlotte Riegels Hjorth, født Riegels (født 8. januar 1948) er en dansk godsejer og hofjægermester.
Hun er datter af Hans Vilhelm Riegels til Broksø, har eksamen fra Niels Brock og overtog godset i 1972. I 1998 blev hun udnævnt til hofjægermester. I 2003 overdrog hun Broksø til sin datter Cathrine. Hun har været medlem af Strukturdirektoratet for Landbrug og Fiskeris udvalg for produktudvikling og er medlem af Herlufmagle Menighedsråd.
Hun er gift med direktør i Danisco Hans Henrik Hjorth.